# Põhja-Sakala
Põhja-Sakala è un comune rurale dell'Estonia meridionale nella contea di Viljandimaa. La sua popolazione è di 7 959 abitanti.

## Località
Il comune è suddiviso in due città: Suure-Jaani, Võhma; due borghi: Kõpu, Olustvere evariati villaggi: Aimla, Arjadi, Arjassaare, Arussaare, Epra, Iia, Ilbaku, Ivaski, Jaska, Jälevere, Kabila, Kangrussaare, Karjasoo, Kerita, Kibaru, Kildu, Kirivere, Kobruvere, Koksvere, Kootsi, Kuhjavere, Kuiavere, Kuninga, Kurnuvere, Kõidama, Kõo, Kärevere, Laane, Lahmuse, Lemmakõnnu, Loopre, Lõhavere, Maalasti, Metsküla, Mudiste, Munsi, Mäeküla, Navesti, Nuutre, Paaksima, Paelama, Paenasti, Pilistvere, Punaküla, Põhjaka, Päraküla, Reegoldi, Riiassaare, Rääka, Sandra, Saviaugu, Seruküla, Soomevere, Supsi, Sürgavere, Taevere, Tipu, Tällevere, Tääksi, Uia, Unakvere, Vanaveski, Vastemõisa, Venevere, Vihi, Võhmassaare, Võivaku, Võlli, Ängi, Ülde.